# Julio Velázquez
Julio Velázquez Santiago (Salamanca, 5 ottobre 1981) è un allenatore di calcio spagnolo, tecnico del Levski Sofia.

## Carriera

### Inizi come allenatore
Velázquez inizia  ad allenare all'età di 15 anni guidando squadre giovanili della sua città natale. Nel 2004 viene ingaggiato dal Peña Respuela, impegnato nel campionato regionale, ottenendo così il suo primo incarico alla guida di una prima squadra.

### Ejido e Villarreal
Debutta nel calcio professionistico a 29 anni, quando viene ingaggiato dal Polideportivo Ejido in Segunda División B. 
Dopo essere stato esonerato a stagione in corso (gli andalusi termineranno al 14º posto) Velázquez viene assunto dal Villarreal per allenare la terza squadra del Sottomarino Giallo, militante nella terza divisione spagnola. Il 24 dicembre 2011 prende il posto di José Francisco Molina, nel frattempo approdato in prima squadra, alla guida del Villarreal B, diventando così il più giovane allenatore della Segunda División, ad appena 30 anni e 2 mesi.
Il 13 giugno 2012, in seguito alla retrocessione dal massimo campionato del Sottomarino Giallo che comportò l'automatica retrocessione del Villareal B in terza divisione nonostante il 12º posto in classifica, Velázquez viene promosso in prima squadra. Il 13 gennaio dell'anno seguente, dopo un pareggio per 1-1 contro l'Almería, con la squadra al quinto posto in classifica, viene esonerato.

### Real Murcia e Betis in Spagna, Belenenses in Portogallo
Negli anni seguenti Velázquez continua ad allenare in seconda divisione con il Real Murcia, classificandosi 4º e qualificandosi ai play-off, tuttavia non disputati a causa di inadempienze finanziarie del club. Dopo una breve parentesi come allenatore del Betis Siviglia, nel dicembre 2015 viene ingaggiato dai portoghesi del Belenenses, club militante in Primeira Liga. A fine stagione la società decide di non confermarlo alla guida della squadra.

### Alcorcón
Fatto ritorno in patria, Velázquez riparte nuovamente dalla seconda divisione ed il 13 ottobre 2016 firma con l'Alcorcón. Presa la squadra in zona retrocessione, alla fine della stagione riesce ad ottenere la salvezza oltre che un buon risultato in Coppa del Re, arrivando ai quarti di finale prima di essere eliminato dall'Alavés. Rinnovato il contratto per altri due anni, riesce a ripetersi in campionato anche nella stagione successiva, guidando l'Alcorcón al 15º posto in classifica ed evitando la retrocessione in terza divisione. Il 4 giugno 2018 rescinde consensualmente il contratto con i madrileni.

### Udinese
Il 7 giugno 2018 approda in Serie A, dove viene ingaggiato dall'Udinese, ma viene esonerato il 13 novembre seguente dopo aver collezionato due vittorie, tre pareggi e sette sconfitte ed essere stato eliminato in Coppa Italia dal Benevento, formazione di Serie B.

### Vitória Setúbal, Marítimo e Alavés
L'11 novembre 2019 ritorna in Portogallo quando gli viene affidata la panchina del Vitoria Setubal.
L'allenatore verrà esonerato a cinque partite dal termine della stagione, ed il suo successore non riuscirà ad evitare la retrocessione.
L'11 marzo 2021 viene ingaggiato dal Marítimo.
L'inizio è ottimo, il tecnico spagnolo riesce subito a portare fuori dalla zona retrocessione una squadra che versava all'ultimo posto della classifica.
Il rendimento è costante e alla penultima giornata di campionato riesce a salvare matematicamente la squadra evitando anche il play-out. Dopo 8 mesi, l'11 novembre 2021 risolve il contratto con la società portoghese.
Il 5 aprile 2022 viene ingaggiato dall'Alavés fino al termine della stagione, venendo poi sostituito da Luis García Plaza dopo la retrocessione in Segunda División.

### Fortuna Sittard e Real Zaragoza
Il 9 settembre 2022 firma un contratto di un anno con il Fortuna Sittard, ultimo in Eredivisie. Vince la prima partita della stagione otto giorni dopo, 1-0 contro l'Excelsior nonostante abbia giocato 15 minuti con un giocatore in meno. Una volta arrivato alla fine del suo contratto, dopo essersi piazzato tredicesimo al termine del campionato, lascia il club olandese.
Il 20 novembre 2023 il Real Saragozza annuncia di averlo ingaggiato come nuovo tecnico della prima squadra fino alla fine della stagione. Visti gli scarsi risultati, l'11 marzo 2024 viene esonerato.

## Statistiche

### Statistiche da allenatore
Statistiche aggiornate al 9 marzo 2025.
| Stagione            | Squadra           | Campionato        | Campionato | Campionato | Campionato | Campionato | Coppe nazionali | Coppe nazionali | Coppe nazionali | Coppe nazionali | Coppe nazionali | Coppe continentali | Coppe continentali | Coppe continentali | Coppe continentali | Coppe continentali | Altre coppe | Altre coppe | Altre coppe | Altre coppe | Altre coppe | Totale | Totale | Totale | Totale | % Vittorie | Piazzamento       |
| Stagione            | Squadra           | Comp              | G          | V          | N          | P          | Comp            | G               | V               | N               | P               | Comp               | G                  | V                  | N                  | P                  | Comp        | G           | V           | N           | P           | G      | V      | N      | P      | %          | Piazzamento       |
| ------------------- | ----------------- | ----------------- | ---------- | ---------- | ---------- | ---------- | --------------- | --------------- | --------------- | --------------- | --------------- | ------------------ | ------------------ | ------------------ | ------------------ | ------------------ | ----------- | ----------- | ----------- | ----------- | ----------- | ------ | ------ | ------ | ------ | ---------- | ----------------- |
| feb.-giu. 2010      | Real Valladolid B | TD                | 23         | 15         | 3          | 5          | CR              | -               | -               | -               | -               | -                  | -                  | -                  | -                  | -                  |             | -           | -           | -           | -           | 23     | 15     | 3      | 5      | 65,22      | Sub., 2º          |
| 2010-mar. 2011      | Poli Ejido        | SDB               | 33         | 11         | 9          | 15         | CR              | -               | -               | -               | -               | -                  | -                  | -                  | -                  | -                  |             | -           | -           | -           | -           | 33     | 11     | 9      | 15     | 33,33      | Eson.             |
| lug.-dic. 2011      | Villarreal C      | TD                | 21         | 9          | 5          | 7          | CR              | -               | -               | -               | -               | -                  | -                  | -                  | -                  | -                  |             | -           | -           | -           | -           | 21     | 9      | 5      | 7      | 42,86      | Prom.             |
| dic. 2011-2012      | Villarreal B      | SD                | 24         | 10         | 4          | 10         | CR              | -               | -               | -               | -               | -                  | -                  | -                  | -                  | -                  |             | -           | -           | -           | -           | 24     | 10     | 4      | 10     | 41,67      | Sub., 12º         |
| 2012-gen. 2013      | Villarreal        | SD                | 22         | 8          | 8          | 6          | CR              | 1               | 0               | 0               | 1               | -                  | -                  | -                  | -                  | -                  |             | -           | -           | -           | -           | 23     | 8      | 8      | 7      | 34,78      | Eson.             |
| 2013-2014           | Real Murcia       | SD                | 44         | 16         | 18         | 10         | CR              | 1               | 0               | 0               | 1               | -                  | -                  | -                  | -                  | -                  |             | -           | -           | -           | -           | 45     | 16     | 18     | 11     | 35,56      | 4º                |
| lug.-nov.2014       | Betis             | SD                | 16         | 7          | 4          | 5          | CR              | 2               | 1               | 1               | 0               | -                  | -                  | -                  | -                  | -                  |             | -           | -           | -           | -           | 18     | 8      | 5      | 5      | 44,44      | Eson.             |
| dic. 2015-2016      | Belenenses        | PL                | 21         | 7          | 7          | 7          | TP              | 3               | 1               | 1               | 1               | -                  | -                  | -                  | -                  | -                  | -           | -           | -           | -           | -           | 24     | 8      | 8      | 8      | 33,33      | Sub., 9º          |
| lug.-ott. 2016      | Belenenses        | PL                | 7          | 2          | 3          | 2          | TP              | 0               | 0               | 0               | 0               | -                  | -                  | -                  | -                  | -                  | -           | -           | -           | -           | -           | 7      | 2      | 3      | 2      | 28,57      | Risol.            |
| Totale Belenenses   | Totale Belenenses | Totale Belenenses | 28         | 9          | 10         | 9          |                 | 3               | 1               | 1               | 1               |                    | -                  | -                  | -                  | -                  |             | -           | -           | -           | -           | 31     | 10     | 11     | 10     | 32,26      |                   |
| ott. 2016-2017      | Alcorcón          | SD                | 33         | 11         | 8          | 14         | CR              | 6               | 2               | 3               | 1               | -                  | -                  | -                  | -                  | -                  |             | -           | -           | -           | -           | 39     | 13     | 11     | 15     | 33,33      | Sub., 18º         |
| 2017-2018           | Alcorcón          | SD                | 42         | 12         | 16         | 14         | CR              | 1               | 0               | 0               | 1               | -                  | -                  | -                  | -                  | -                  | -           | -           | -           | -           | -           | 43     | 12     | 16     | 15     | 27,91      | 13º               |
| Totale Alcorcon     | Totale Alcorcon   | Totale Alcorcon   | 75         | 23         | 24         | 28         |                 | 7               | 2               | 3               | 2               |                    | -                  | -                  | -                  | -                  |             | -           | -           | -           | -           | 82     | 25     | 27     | 30     | 30,49      |                   |
| lug.-nov. 2018      | Udinese           | A                 | 12         | 2          | 3          | 7          | CI              | 1               | 0               | 0               | 1               | -                  | -                  | -                  | -                  | -                  | -           | -           | -           | -           | -           | 13     | 2      | 3      | 8      | 15,38      | Eson.             |
| nov. 2019-lug. 2020 | Vitória Setúbal   | PL                | 18         | 4          | 6          | 8          | CP+CdL          | 1+2             | 0+0             | 0+1             | 1+1             | -                  | -                  | -                  | -                  | -                  | -           | -           | -           | -           | -           | 21     | 4      | 7      | 10     | 19,05      | Sub., Eson.       |
| mar.-giu. 2021      | Marítimo          | PL                | 12         | 5          | 2          | 5          | CP+CdL          | 0               | 0               | 0               | 0               | -                  | -                  | -                  | -                  | -                  | -           | -           | -           | -           | -           | 12     | 5      | 2      | 5      | 41,67      | Sub., 15º         |
| lug.-nov. 2021      | Marítimo          | PL                | 11         | 1          | 4          | 6          | CP+CdL          | 1+1             | 0+0             | 0+0             | 1+1             | -                  | -                  | -                  | -                  | -                  | -           | -           | -           | -           | -           | 13     | 1      | 4      | 8      | &7,69      | Risol.            |
| Totale Maritimo     | Totale Maritimo   | Totale Maritimo   | 23         | 6          | 6          | 11         |                 | 2               | 0               | 0               | 2               |                    | -                  | -                  | -                  | -                  |             | -           | -           | -           | -           | 25     | 6      | 6      | 13     | 24,00      |                   |
| apr.-mag. 2022      | Alavés            | PD                | 8          | 3          | 0          | 5          | CR              | -               | -               | -               | -               | -                  | -                  | -                  | -                  | -                  |             | -           | -           | -           | -           | 8      | 3      | 0      | 5      | 37,50      | Sub., 20º (retr.) |
| set. 2022-giu. 2023 | Fortuna Sittard   | E                 | 28         | 10         | 5          | 13         | CO              | 1               | 0               | 0               | 1               | -                  | -                  | -                  | -                  | -                  |             | -           | -           | -           | -           | 29     | 10     | 5      | 14     | 34,48      | Sub., 13º         |
| nov. 2023-mar. 2024 | Real Saragozza    | SD                | 14         | 3          | 6          | 5          | CR              | -               | -               | -               | -               | -                  | -                  | -                  | -                  | -                  |             | -           | -           | -           | -           | 14     | 3      | 6      | 5      | 21,43      | Sub., Eson.       |
| gen.-giu. 2025      | Levski Sofia      | PL                | 5          | 3          | 2          | 0          | CB              | 1               | 0               | 0               | 1               | -                  | -                  | -                  | -                  | -                  | -           | -           | -           | -           | -           | 6      | 3      | 2      | 1      | 50,00      | Sub., in carica   |
| Totale carriera     | Totale carriera   | Totale carriera   | 396        | 139        | 113        | 144        |                 | 22              | 4               | 6               | 12              |                    | -                  | -                  | -                  | -                  |             | -           | -           | -           | -           | 418    | 143    | 119    | 156    | 34,21      |                   |